# Miława
Miława – wieś w Polsce położona w województwie wielkopolskim, w powiecie gnieźnieńskim, w gminie Trzemeszno.
Wieś duchowna, własność opata kanoników regularnych w Trzemesznie pod koniec XVI wieku leżała w powiecie gnieźnieńskim województwa kaliskiego. W latach 1975–1998 miejscowość administracyjnie należała do województwa bydgoskiego.
W pobliżu wsi znajduje się jezioro Miławskie, należące do Gospodarstwa Rybackiego Łysinin.
We wsi urodził się prof. Edward Cegiel.